# Museo dell'acqua e del gas
Il Museo dell'Acqua e del Gas di Genova, costituito da Fondazione AMGA al fine di illustrare la storia del gas e dell'approvvigionamento idrico nella città di Genova, consta di quattro sezioni: archivio storico, biblioteca storica, raccolta fotografica e, naturalmente, reperti.
L'archivio storico è composto da quanto si è potuto salvare a seguito dei vari accorpamenti e riorganizzazioni che hanno interessato l'azienda nel corso degli anni. Di particolare curiosità la raccolta di carte intestate di clienti e fornitori dell'Acquedotto De Ferrari Galliera.
La biblioteca storica è catalogata come sezione storica della Biblioteca della Fondazione Amga e comprende antichi trattati sulla potabilizzazione dell'acqua, sulla produzione del gas da distillazione secca, nonché interessanti manuali pratici per gasisti.
Si segnala la rivista francese Le genie civile rilegata per annate (dal 1889 al 1912), ereditata dalla biblioteca dell'Acquedotto Nicolay.
L'archivio fotografico conta attualmente oltre milletrecento fotografie catalogate per argomento. Tra questa, rarissime fotografie dell'imponente cantiere della diga del Brugneto (1958~60).
La parte più vistosa del museo è rappresentata dall'esposizione dei reperti.
Si tratta di oggetti che, a vario titolo, hanno avuto attinenza con la produzione, la distribuzione ed il consumo del gas illuminante e di città; oggetti legati all'acqua potabile e materiale vario a testimonianza della storia dell'AMGA, l'azienda municipalizzata genovese che, subentrando all'”Union des gaz”, produsse e distribuì il gas di città dal 1936 al 1972, fino cioè alla metanizzazione. Dal 1972 Amga non produsse più il gas di città: l'impegno fu di odorizzare il gas naturale (acquistato dal fornitore nazionale) e distribuirlo.
La carenza di spazio impedisce, per adesso, di organizzare i reperti secondo un criterio didattico e di dotare il museo di modelli o exibit. Gli oggetti sono perciò esposti secondo tematiche: acqua, produzione gas, attrezzature e manutenzione, laboratorio chimico, ufficio tecnico, strumenti elettrici, marketing, contatori ed oggetti domestici a gas.
Fondazione Amga, al fine di supplire almeno in parte alla mancanza di una idonea e visibile sede museale, si è impegnata in diverse occasioni con mostre tematiche allestite presso strutture pubbliche note alla cittadinanza.
Si ricordano partecipazioni a varie edizioni del Festival della Scienza, al Festival dell'Acqua 2011 e una mostra commemorativa "Settant'anni di AMGA a Genova", allestita a Palazzo Ducale nel giugno 2006.
Il Museo è visitabile su prenotazione ed è ubicato nei locali di Fondazione Amga, presso l'area industriale di Gavette, Via Piacenza, 54 - Genova